# Pjatyhory
Pjatyhory (ukr. П'ятигори) – wieś na Ukrainie, w rejonie białocerkiewskim obwodu kijowskiego.
Prywatne miasto szlacheckie, położone w województwie bracławskim, w 1739 roku należało do klucza Tetyjów Lubomirskich.
Siedziba dawnej gminy Pjatyhory
w powiecie taraszczańskim na Ukrainie.
Podczas okupacji hitlerowskiej, w październiku 1941 roku Niemcy utworzyli getto dla żydowskich mieszkańców. Przebywało w nim około 400 osób. 16 listopada 1942 roku Niemcy zlikwidowali getto, a część Żydów wywieźli do obozu w Buku a resztę zamordowali. 

## Zabytki
- Dwukondygnacyjny dwór Henryka Lipkowskiego z wejściem ozdobionym kolumnami, wewnątrz kolekcja ceramiki, grawiur, obrazów, zabytków archeologicznych[4], po 1917 r. szpital[5]. Majątek pjatyhorski Piotr Lipkowski nabył od Władysława Rohozińskiego[4].
- Cerkiew Uspieńska (Zaśnięcia Matki Bożej) – murowana, wybudowana w 1821 r., w miejscu dębowej cerkwi unickiej
- Kościół katolicki pw. św. Wincentego z Ferrary z lat 1827–42 fundacji hrabiów Ostrowskich i Rohozińskich.